# (73211) 2002 JK21
(73211) 2002 JK21 – planetoida z pasa głównego asteroid okrążająca Słońce w ciągu 4,48 lat w średniej odległości 2,72 j.a. Odkryta 8 maja 2002 roku.